# Ermida de Santa Catarina (São Luís)
A Ermida de Santa Catarina foi um monumento religioso na freguesia de São Luís, no Município de Odemira, na região do Alentejo, em Portugal. 

## Descrição e história
O edifício estava situado nas imediações do Corgo da Ponte Quebrada, a cerca de 600 m do Monte da Caldeira, no sentido Sul-Sudeste. Desapareceu quase por completo, sendo sobrevivido apenas os taludes artificiais sobre os quais se erguia, e que permitem concluir que era de planta alongada, provavelmente de forma rectangular, e que estava alinhado de ocidente para oriente. No local ainda restam algumas lajes de xisto. O espólio inclui fragmentos de peças de cerâmica comum em tons alaranjados, e duas partes de um alguidar com vidrado verde, com caneluras. O sítio onde se ergue a ermida foi ocupado durante a Idade Média e a época moderna, tendo sido alvo de trabalhos arqueológicos em 1999, como parte do programa de Levantamento Arqueológico do Concelho de Odemira.